# آکاسیای ویکتوریا
آکاسیا ویکتوریا (نام علمی: Acacia victoriae) نام یک گونه از سرده آکاسیا است.